# Unione Sportiva Dilettantistica Poggibonsi
L’Unione Sportiva Dilettantistica Poggibonsi est un club italien de football, fondé en 1925, basé dans la ville de Poggibonsi, dans la province de Sienne, en Val d'Elsa (Toscane). Il participe à la Serie D pour la saison 2022-2023.
Les couleurs de l'équipe sont rouge et jaune.

## Historique

Logo de l'US Poggibonsi